# Apostag
Apostag község Bács-Kiskun vármegyében, a Kunszentmiklósi járásban.

## Fekvése
A Duna bal partján, Budapesttől délre 76, a dunaföldvári Beszédes József hídtól északra 13 kilométerre található.
A szomszédos települések: észak felől Dunavecse, délkelet felől Solt, dél felől Dunaegyháza, nyugat felől Baracs és Kisapostag, északnyugat felől pedig Dunaújváros; e három utóbbi a folyó túlsó partján fekszik.

### Megközelítése
A település közigazgatási területén áthalad a Budapestet Bajával összekötő 51-es főút, így az ország távolabbi részei felől ez a legfontosabb közúti megközelítési útvonala. Lakott területeit azonban a főút ma már elkerüli – a szomszédos Dunavecséhez hasonlóan –, azt csak a régi nyomvonalán húzódó 513-as főút érinti, központján pedig az 51 143-as számú mellékút vezet keresztül. Déli szomszédjával, Dunaegyházával az 5105-ös út köti össze.
A települést vonattal a Kunszentmiklós-Tass–Dunapataj-vasútvonalon lehetett megközelíteni, ahol azonban 2007. március 4. óta nincs személyszállítás. Apostag megállóhely a belterület keleti szélén helyezkedik el, közvetlenül az 513-as főút mellett.

## Nevének eredete
Nevét feltehetően régi, 1805-ig álló görög feliratos, 12 karéjú templomáról kapta, amelyben a falfestmények a 12 apostolt ábrázolták.

## Története
Már a vaskorban is lakott hely volt; erről tanúskodnak a település területén végzett ásatások során előkerült leletek.
Első fennamaradt okleveles említése 1217-ből való.
1283. július 1-jén IV. László király itt adott ki egy oklevelet.
1318-ban a kalocsai érsek és tartományi püspökei az apostagi templomban határozták meg, hogy milyen magatartást tanúsítsanak a Károly Róbert által összehívott rákosmezei országgyűlésen.
1332-ben  a szigetfői főesperességhez tartozó egyházának papja 5 gs., 4 den. pápai tizedet fizetett.
Az egykor határában álló avar kori Várhátat az 1892-es gáterősítéskor hordták el a védőtöltés építése miatt.
A mintegy 6000 évvel ezelőtt itt élt emberek települése sok tekintetben hasonlíthatott a későbbi korok falusias településeihez. A cölöpszerkezetű, fából épült házakat vesszőből font belső falakkal osztották fel szobákra, a hideg ellen pedig a teljes épületet paticcsal fedték be. A lelőhelyen a mindennapi élet eszközei, maradványai kerültek elő: edénytöredékek, ételmaradványok. Az ételmaradványok arra utalnak, hogy a háziállatként tartott jószágok mellett kagylóval, s hallal egészítették ki étrendjüket az itt lakók.
A talált edénytörmelékek arra utalnak, hogy a mai Apostag belterülete már jóval a magyar honfoglalás előtt lakott volt. Az őskor korai időszakában, az újkőkorban (vagy ahogy a latinos tudományos szakirodalom nevezi ezt az időszakot: a neolitikumban) a Duna mellé települt első lakosok az úgynevezett zselízi kultúra népességéhez tartoztak. Az ilyen közvetett elnevezés oka az, hogy írásos emlékek hiányában  nem tudjuk, hogy az itt lakók miként nevezték magukat, mely népcsoporthoz sorolták közösségüket, sem azt, hogy milyen nyelven beszéltek. A zselízi kultúra jellegzetes edényeit használó, s a más zselízi lelőhelyek lakásaihoz hasonló lakóhelyet építő őskori "apostagiak" tehát az újkőkor középső szakaszának az utolsó fázisában éltek ezen a területen
A kerámiamaradványok még beszédesebbek a hozzáértők számára. A régészek sokszor az edénytöredékek alapján tudják megmondani egy-egy lelőhely korát, s az ott lakó emberek kultúráját.  A lelőhelyen számos vastag falú őskori tárolóedény maradványa mellett vonalas díszítésekkel ékesített díszkerámia- töredékek is előkerültek, amelyek jól mutatják a korabeli fazekasok ügyességét, hozzáértését.

## Napjainkban
A településen évente rendeznek nemzetközi enduró motoros bajnokságot, mozgáskorlátozottak fotó- és diafilm-kiállítását, Nagy Lajos-emléknapokat, s 15 év óta itt rendezik meg az Országos Keresztény Könnyűzenei Fesztivált is, közismert nevén a LADIK Fesztivált.

## Közélete

### Polgármesterei
- 1990–1994: Bolvári József (független)[3]
- 1994–1998: Szabó József (Ötvös) (független)[4]
- 1998–2002: Szabó József (független)[5]
- 2002–2006: Szabó József (független)[6]
- 2006–2010: Zakar Zoltán János (független)[7]
- 2010–2014: Zakar Zoltán János (független)[8]
- 2014–2019: Zakar Zoltán János (független)[9]
- 2019–2024: Zakar Zoltán János (független)[10]
- 2024– : Zakar Zoltán János (független)[1]

## Népesség
A település népességének alakulása:
| Lakosok száma | 2032 | 2010 | 2009 | 2059 | 2063 | 2014 | 2043 |
|               | 2013 | 2014 | 2018 | 2021 | 2022 | 2023 | 2024 |

2001-ben a település lakosságának 99,3%-a magyar volt. Ami a felekezeti megoszlást illeti, a lakosok 48,9%-a volt római katolikus, 27,4%-a református, 12,4%-a evangélikus. Más egyházhoz tartozott 0,9%, a lakosság 2,6%-ának világnézete ismeretlen. 7,8% nem volt vallásos.
A 2011-es népszámlálás során a lakosok 87,3%-a magyarnak, 0,9% cigánynak, 0,3% németnek, 0,2% románnak mondta magát (12,7% nem nyilatkozott; a kettős identitások miatt a végösszeg nagyobb lehet 100%-nál). A vallási megoszlás a következő volt: római katolikus 33,7%, református 17,5%, evangélikus 6,7%, görögkatolikus 0,1%, felekezeten kívüli 15,5% (25,7% nem nyilatkozott).
2022-ben a lakosság 90,8%-a vallotta magát magyarnak, 0,5% cigánynak, 0,5% németnek, 0,1-0,1% szlováknak, örménynek és románnak, 1,6% egyéb, nem hazai nemzetiségűnek (9,2% nem nyilatkozott; a kettős identitások miatt a végösszeg nagyobb lehet 100%-nál). Vallásuk szerint 22% volt római katolikus, 14,8% református, 5,6% evangélikus, 0,8% görög katolikus, 2% egyéb keresztény, 1,2% egyéb katolikus, 14,7% felekezeten kívüli (38,8% nem válaszolt).

## Ismert emberek
- A község híres szülötte Nagy Lajos Kossuth-díjas író. A község melletti Tabántelek nevű pusztán született 1883. február 5-én. 1889-ig, hatéves koráig nevelkedett itt, tanyasi béres szüleinél. Gyermekkoráról A lázadó ember című kötetében írt.
- Itt született Vida János költő.
- Apostagi gyökerekkel rendelkezik Vizi E. Szilveszter akadémikus, az MTA korábbi elnöke.
- Apostagon született 1921-ben Soós Jóska, akit Belgiumban magyar sámánként ismernek.
- 1906-ban itt látta meg a napvilágot Sebők Imre képregényrajzoló.
- Schlesinger (Szende) Gizella operaénekes (1866–192?).

## Nevezetességei
- Az Urunk Mennybemenetele római katolikus templom az 1770-es években épült barokk stílusban.
- A zsinagóga 1768-ban épült, szintén barokk stílusban.
- Barokk stílusban épült 1715-ben az evangélikus templom is.
- Református templom
- Nagy Lajos emlékkiállítás

## Külterületei
Az alábbi külterületek tartoznak a községhez; ezek összlakossága 2001-ben 14 fő volt.
- Dunapart
- Érdődűlő
- Hegyekköze
- Kovacsosdűlő
- Nagykút

## Testvértelepülés
- Csíkmadaras, Románia

## Képgaléria

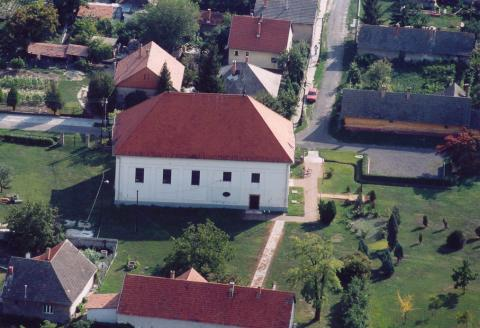
Zsinagóga
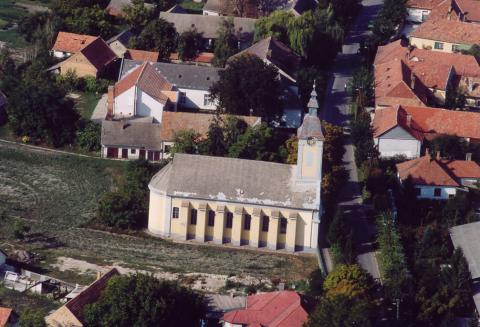
Evangélikus templom
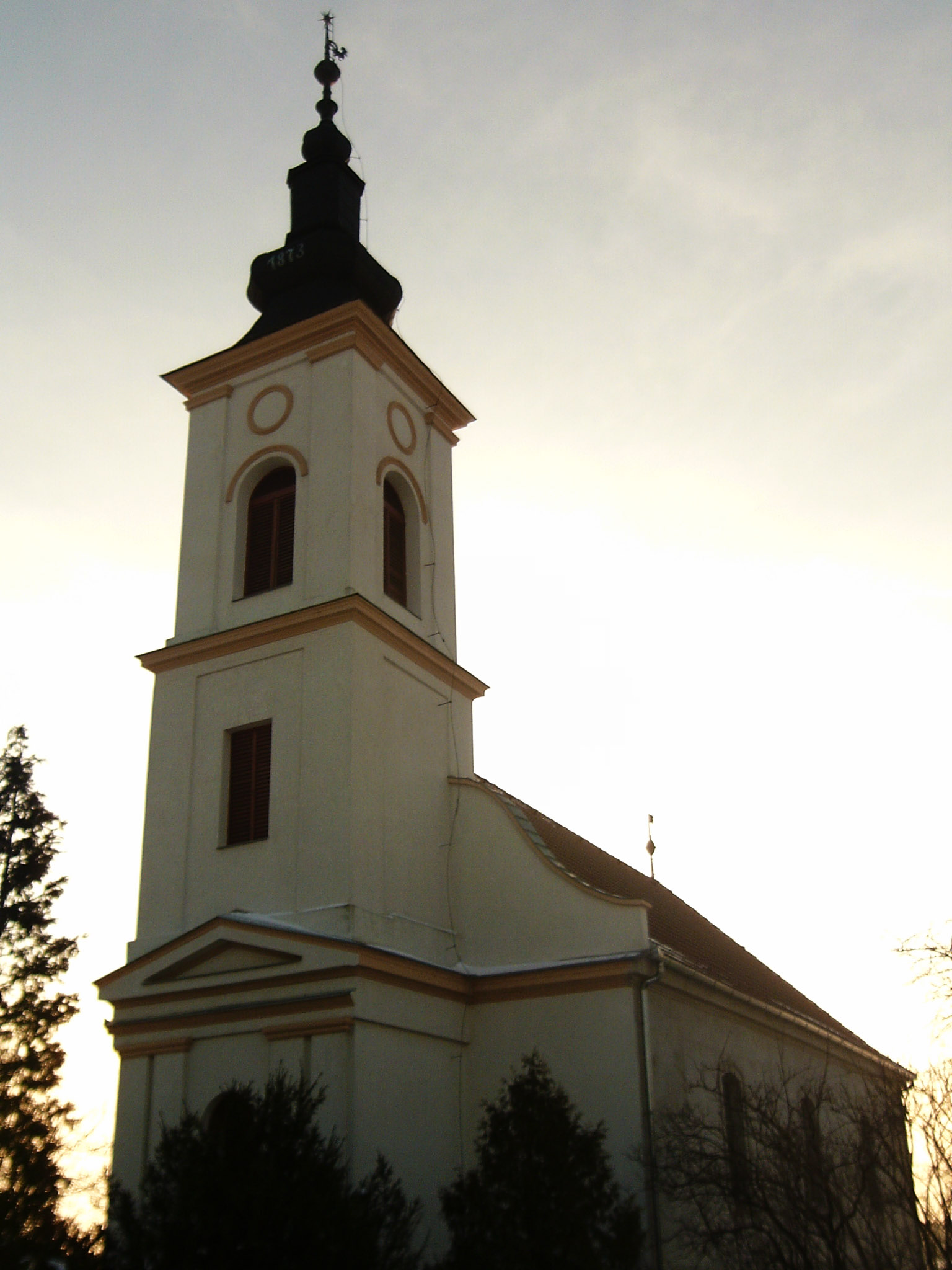
Református templom
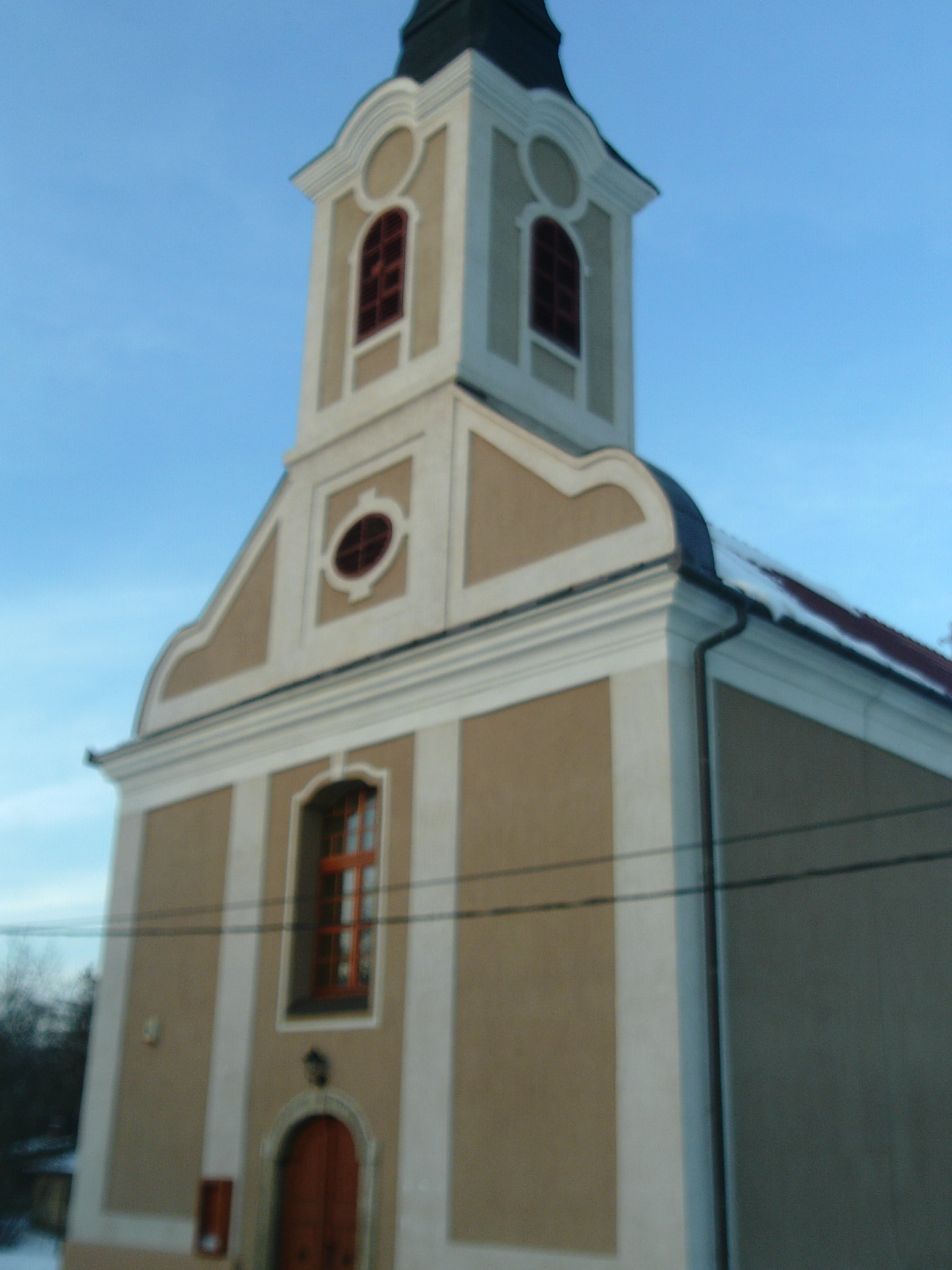
Katolikus templom
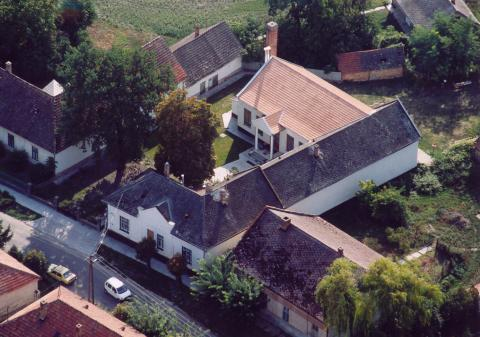